# Macroparalepis johnfitchi
Macroparalepis johnfitchi är en fiskart som först beskrevs av Rofen, 1960.  Macroparalepis johnfitchi ingår i släktet Macroparalepis och familjen laxtobisfiskar. Inga underarter finns listade i Catalogue of Life.